# آلام النمو
آلام النمو (بالإنجليزية: Growing Pains)‏ هو مسلسل تم إنتاجه في الولايات المتحدة. بدأ عرضه في سنة 1985 على هيئة الإذاعة الأمريكية. بلغ عدد مواسم المسلسل 7 مواسم، كما بلغ عدد حلقاته 166 حلقة، وتبلغ مدة الحلقة الواحدة 24 دقيقة. المسلسل من تأليف نيل مارلينز ، تم بث المسلسل لأول مرة بتاريخ 24 سبتمبر 1985 بينما تم بث آخر حلقة منه بتاريخ 25 أبريل 1992.

## بطولة
- كيرك كاميرون
- ألان ثيك
- جونا كيرنز
- تريسي غولد
- جيرمي ميلر
- أشلي جونسون
- ليوناردو دي كابريو
- تشيلسي نوبل
- سام أندرسون

## روابط خارجية
- آلام النمو على موقع IMDb (الإنجليزية)
- آلام النمو على موقع ميتاكريتيك (الإنجليزية)
- آلام النمو على موقع الموسوعة البريطانية (الإنجليزية)
- آلام النمو على موقع روتن توميتوز (الإنجليزية)
- آلام النمو على موقع كينوبويسك (الروسية)
- آلام النمو على موقع ألو سيني (الفرنسية)
- آلام النمو على موقع قاعدة بيانات الفيلم (الإنجليزية)